# Andreas Staurou (1988)
Andreas Staurou (in greco: Ανδρέας Σταύρου; Limassol, 27 ottobre 1988) è un calciatore cipriota, centrocampista dell'Ermīs Aradippou.

## Palmarès

### Club

#### Competizioni nazionali
- Coppa di Cipro: 2

Apollōn Limassol: 2009-2010, 2012-2013